# Abbaye de Herstelle
L'abbaye de la Sainte-Croix (Abtei zum Heiligen Kreuz) est une abbaye de religieuses bénédictines située en Allemagne à Herstelle, sur la commune de Beverungen (Rhénanie-du-Nord-Westphalie). La communauté comprend une cinquantaine de Sœurs.

## Histoire
Le monastère a été fondé en 1899 par les bénédictines de l'Adoration perpétuelle du Très Saint Sacrement dans un ancien couvent franciscain. Il devient abbaye en 1924 et entre dans la congrégation de Beuron, l'une des congrégations de la confédération bénédictine.
Les religieuses fondent en 1962 une autre maison, l'abbaye d'Engelthal en Hesse.
Elles reçoivent pour des retraites et vivent d'artisanat monastique (céramique en particulier) et de commerce de fleurs.

## Supérieures
- Emmanuelle Henry, de Peppingen (Luxembourg), 1899-1901 supérieure, 1901-1912 prieure
- De 1912 à 1919 la Sainte-Croix devient sous-prieuré de l'abbaye Notre-Dame du Bon-Secours de Bonn-Endenich
- Angela Schmitz, d'Endenich, sous-prieure en 1912
- Anselma Gürtler, d'Endenich, sous-prieure 1912-1913
- Salesia Blanché, d'Endenich, sous-prieure 1913-1916
- Margareta Blanché, d'Endenich, sous-prieure 1916-1919, prieure 1919-1923
- Theresia Jackisch, prieure 1923-1924, abbesse 1925-1966
- Beatrix Kolck, abbesse 1966-1984
- Hagia Witzenrath, abbesse 1984-2004
- Sophia Schwede, abbesse 2004-